# Days Difference
Days Difference was een pop/rockband, die in 2004 in Virginia Beach, Virginia werd opgericht. Het kwartet bestaat uit Jeremy Smith, Jonathan Smith, Micah Ricks en Jeremiah Ricks. De band bracht hun debuutalbum Numbers uit in 2007. Hun titelloze album Days Difference werd uitgebracht op 6 oktober 2009 en markeert de eerste grote publicatie van de band bij Universal Motown Records. In 2011 werd de band gecontracteerd door Universal Republic Records voor de publicatie van hun volgende album. De band kondigde in september 2013 officieel aan dat ze sinds 2012 uit elkaar waren.

## Bezetting
- Jeremy Smith (zang/keyboards)
- Jonathan Smith (drums)
- Micah Ricks (basgitaar)
- Jeremiah Ricks (leadgitaar)

## Geschiedenis
Jeremy Smith nam als kind pianolessen. Hij is nu de frontman en hoofd van de songwriting achter Days Difference, een jong kwartet uit Virginia Beach, Virginia. Jeremy formeerde Days Difference in mei 2004 met zijn oudere broer Jonathan Smith op drums en de beide broers Micah en Jeremiah Ricks, die bas en gitaar spelen. Ze ontmoetten elkaar toen Jeremy en Jonathan optraden voor een no-show pianist en drummer tijdens een concert op de middelbare school, dat Micah en Jeremiah uitvoerden. Ze speelden hun eerste officiële optreden in september 2004. Tegen mei 2006 waren ze volledig toegewijd om Days Difference een kans te geven. Ze hadden geopend voor verschillende populaire bands zoals Paramore, Lifehouse, Third Eye Blind, Jack's Mannequin, Owl City en Yellowcard, toen ze via Virginia Beach, Virginia waren gekomen. In 2007 hadden ze het soloalbum Numbers uitgebracht en gingen toen op een landelijke tournee. Tijdens hun eerste tournee, in een kwestie van 12 dagen, kregen ze de eerste dag een lekke band. Een paar dagen later viel het gewoon af, waardoor ze een nieuwe trailer moesten kopen. Kort daarna kreeg hun drummer een hersenschudding bij het voetballen en brak de bassist zijn sleutelbeen bij het voetballen. Eén promotor werd zelfs aangereden door een auto, waardoor meer shows moesten worden geannuleerd. Als klap op de vuurpijl ontving de band een boete van $300.
Universal Motown zag potentieel in Days Difference en hun vermogen om contact te maken met een breed publiek. De band tekende slechts 24 uur na het spelen van een drukbezochte showcase in de sector in juni 2008. Disney kwam ook aan boord en castte Jeremy, Jonathan en Micah als leden van de begeleidingsband van Miley Cyrus in de grootbeeldversie van Hannah Montana: The Movie. Jeremy zette het succes van de band voort met het ondertekenen bij Universal Motown en begon samen te werken met verschillende ervaren co-writers en producenten voor het titelloze album Days Difference van de band. Onder deze medewerkers waren Wayne Wilkins (Beyoncé, Natasha Bedingfield), Andrew Frampton (Natasha Bedingfield, Kylie Minogue), Stefanie Ridel Fair (Fergie, Pussycat Dolls), Michael Smidi Smith (Pussycat Dolls, Tupac Shakur) en Tim Myers, voormalig bassist van OneRepublic. Myers en Jeremy co-schreven vier belangrijke nummers: de eerste single Radio Song, de ballad Imperfections, Falling Into You en Magnetized.
Op Thanksgiving 2009 brak Jeremiah Ricks tijdens het voetballen zijn linker sleutelbeen. Days Difference was onderdeel van het Pop-Con concert op 20 februari 2010 in New York. In de zomer van 2010 toerden ze met Jordin Sparks, Ashlyne Huff en Kate Voegele als onderdeel van Jordins eerste solo-tournee "The Battlefield Tour". Ze toerden ook met Allstar Weekend, dat begon op 20 juli en eindigde op 31 juli, Inclusief een show in Boise, Idaho met The Backstreet Boys en Bret Michaels. Eind 2011 zouden ze optreden als speciale gasten op de "The Stronger the Love"-toer van Action Item en later met Owl City op hun landelijke tournee. Op 9 september 2013 maakte de band via hun Facebook-pagina officieel bekend dat ze sinds 2012 uit elkaar waren. Eerder in het jaar 2012 werd ook aangekondigd dat Jeremy binnenkort de studio in zou gaan om nieuwe muziek op te nemen.

## Discografie

### Singles
- 2008:	1938 (Life Is Still Worth Living)
- 2009:	Radio Song
- 2009: Falling Into You
- 2009: Are You Happy?
- 2010:	Speakers
- 2011:	Down with Me

### Albums
- 2007:	Numbers (Black Dog Recordings)
- 2009:	Days Difference (Universal Motown)

### Muziekvideo's
- 2010: Speakers
- 2011: Down with Me